# Gualfardo de Verona
Gualfardo de Verona, o Wolfhard de Augsburgo (Augsburgo, Baviera, 1070-Verona, Véneto, Italia, 30 de abril de 1127) fue un artesano alemán, peregrino y eremita en Verona. Es venerado como santo por diversas confesiones cristianas.

## Biografía
Wolfhard había nacido en Augsburg, entonces capital de Suabia, donde trabajaba como sillero. En 1096 marchó como peregrino hacia Roma, con otros mercaderes. Se paró en Verona, donde vivió un tiempo con un viajante y se estableció como sillero. 
Poco después marchó y se estableció para hacer vida eremítica en un bosque cercano a Adige, donde vivió veintitrés años. Fue encontrado por unos cazadores y volvió a Verona, abriendo una tienda de sillas,  pero a causa de una inundación, dejó la ciudad y construyó una ermita cerca del monasterio camaldulense de San Salvatore di Corteregia, donde fue escogido como hermano converso. Vivió hasta su muerte, teniendo por persona santa por los veroneses, y destacando po su vida virtuosa y dedicada a la oración y su hospitalidad hacia los viajeros. Murió en Corteregia en 1127.

## Veneración
Enterrado en el monasterio, sus restos fueron llevados a San Fermo Maggiore de Verona. El 27 de octubre de 1602 parte de sus reliquias fueron donadas y llevadas a la iglesia de San Sebastián de Augsburg. Un monje contemporáneo escribió su vida poco después, atribuyéndole diversos milagros.
Su fiesta litúrgica és el 30 de abril; los veroneses lo celebran el 1 de mayo, y en Augsburg el 27 de octubre, por la traslación de las reliquias.